# Hormesi

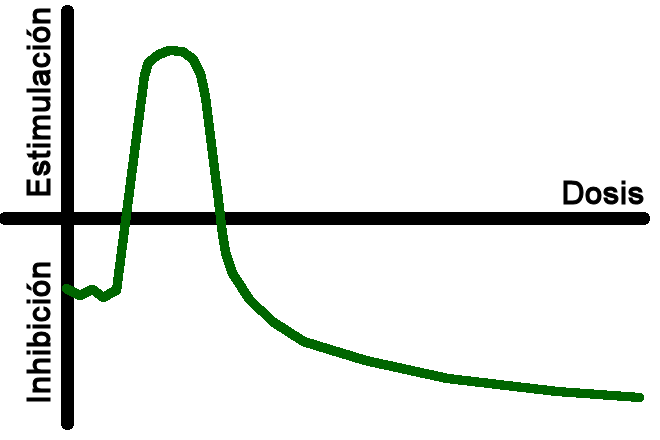
Una dosi molt baixa d'un agent químic pot provocar en un organisme l'efecte contrari a una dosi alta.

En toxicologia, l'hormesi (del grec hormaein, 'estimular') és un fenomen de resposta d'un efecte respecte a la dosi, caracteritzat per una estimulació per dosi baixa i una inhibició per dosis altes, que resulta en un revolt de resposta a noves dosis en forma de J o d'U invertida. Un contaminant o toxina que produeixin l'efecte d'hormesi té, doncs, a baixes dosis l'efecte contrari al que té en dosis més elevades.
Pel que sembla l'hormesi és una característica d'incomptables medicines: amb les dosis recomanades pels metges tenen un efecte curatiu, però en cas de sobredosi es donen efectes nocius per a la salut. També el contrari pot ser cert: la majoria dels opiacis tenen en grans dosis un efecte analgèsic, però dosis molt petites presenten efectes negatius.
En el cas de vitamines i oligoelements, les dosis petites no només són positives, sinó essencials per a la salut, mentre que grans dosis són també perilloses per a la salut.
En el cas dels antibiòtics està àmpliament acceptat que les dosis baixes no són recomanables precisament perquè poden ser beneficioses per als bacteris atacades. Sempre s'ha d'acabar el tractament indicat pel metge fins i tot després d'haver remès la infecció.
El principi de funcionament de l'hormesi no sempre és clar. Sovint es consideren dos efectes completament contraris que funcionen en paral·lel: un efecte positiu que ja es presenta en dosis molt petites, i un efecte negatiu que només apareix amb les dosis més grans, en el cas de dosis grans, l'efecte positiu és eclipsat per l'efecte negatiu.

## Hormesi en el cas deradiació ionitzant
El principi de hormesi en el cas de radiació ionitzant és controvertit. Segons aquest principi, i en contra de les recomanacions utilitzades en l'actualitat-més conservadores-, les exposicions a les radiacions ionitzants en baixes dosi resultarien ser beneficioses per a la salut.
Els científics que defensen aquesta postura suposen que en ser la radioactivitat natural del fons (que exposa a l'organisme humà a una mitjana en el món d'uns 2,4 mSv/any) una taxa que ha afectat als éssers vius des de la seva aparició en la Terra, els mateixos organismes han desenvolupat mecanismes per aprofitar-se de tals radiacions, per exemple per desfer-se de bacteri sobre virus estranys. Un dels efectes observats i on es sustenta en part la teoria és la recuperació que presenten les cèl·lules vives davant els danys per radiacions.
Hi ha estudis epidemiològics que han intentat demostrar aquest efecte, però sense resultats concloents, ja que de vegades no s'han tingut en compte altres factors com l'envelliment de les poblacions, etc. Un estudi dels Estats Units famós sobre això comparava el nombre de càncers apareguts en ciutats amb altituds baixes (al nivell del mar) amb altres en altituds més altes. Com les radiacions còsmiques depenen fortament d'aquesta altitud, és cert que el fons radioactiu és major en altituds altes a causa de la protecció que la mateixa atmosfera exerceix. L'estudi va llançar el resultat que a altituds baixes la incidència del càncer era més gran que a altituds altes, és a dir, a dosis més baixes la incidència del càncer era major. Per descomptat, l'estudi no deixa de ser una mera curiositat, ja que no s'hi va incloure, per exemple, les edats mitjanes de les poblacions estudiades.
Aquest tema és d'ardent discussió en els fòrums dedicats a la protecció radiològica. No obstant això, i per precaució, els organismes internacionals dedicats a la protecció radiològica o la promoció de l'energia nuclear (ICRP, OIEA, NEA, UNSCEAR, etc.) Utilitzen el Model lineal sense llindar, que assumeix que la probabilitat d'aparició de danys estocàstics (probabilistes com el càncer) comença a partir de dosi zero i es comporta de forma lineal fins a assolir les dades estudiades (provinents d'estudis epidemiològics d'Hiroshima i Nagasaki entre altres).